# 73 до н. е.

## Події
- Бунтом у ґладіаторській школі Капуа розпочалось повстання Спартака.

## Народились
- Ірод I Великий
- Корнелія Метелла
- Луцій Семпроній Атратін
- Луцій Сестій Альбаніан Квіринал
- Марк Порцій Катон (легат)

## Померли
- Девабхуті — індійський правитель з династії Шунга.